# Marie Jean François Philibert Lecarlier

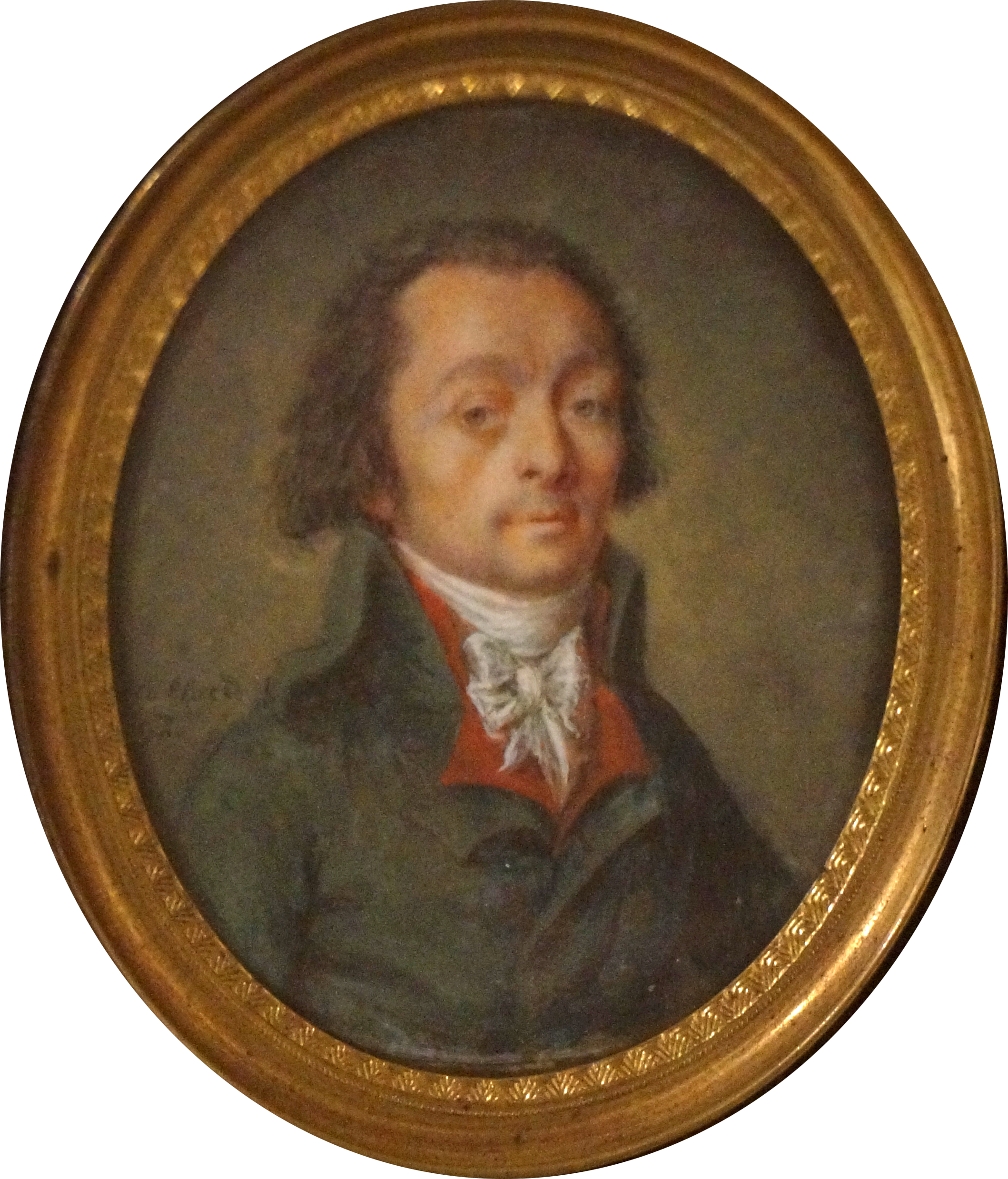
Lecarlier

Marie Jean François Philibert Lecarlier d’Ardon (* 20. November 1752 in Laon; † 22. August 1799 in Paris) war ein französischer Politiker und 1798 französischer Kommissar in der Helvetischen Republik.
Lecarlier war königlicher Sekretär und Sekretär des Bürgermeisters von Laon und einer der größten Grundbesitzer des Vermandois. Trotzdem wurde aus dem Vermandois für den Dritten Stand in die französischen Generalstände gewählt. Dort vertrat er eine reformfreundliche Linie und wurde im Juni 1791 zum Sekretär der Nationalversammlung gewählt und blieb deren Mitglied bis am 30. November 1791. Später war er Mitglied der Convention für das Département Aisne vom 6. November 1792 bis am 26. Oktober 1795 und vertrat das Departement auch im Rat der Fünfhundert zwischen dem 26. Oktober und dem 2. November 1795. Da er gegen seinen Willen gewählt worden war, demissionierte er nach sechs Tagen. Am 12. April 1798 wurde er in den Rat der Ältesten gewählt und zum bevollmächtigen Kommissar für die französische Armee in der Schweiz ernannt. Nach der Eroberung der Schweiz war er mit der Organisation der Helvetischen Republik beauftragt. Nachdem er am 1. November 1798 nur kurze Zeit als französischer Polizeiminister amtiert hatte, ging er als Generalkommissar nach Belgien. Im März 1799 wurde er erneut für das Departement Aisne in den Ältestenrat gewählt, bevor er im Herbst des gleichen Jahres starb.